# Kjell Rosén
Kjell Rosén   (Malmö, 24 d'abril de 1921 - Bunkeflostrand, 13 de juny de 1999) fou un futbolista suec de la dècada de 1940.
Fou 22 cops internacional amb la selecció sueca amb la qual participà en els Jocs Olímpics d'Estiu de 1948. Pel que fa a clubs, defensà els colors de Malmö FF.

## Referències

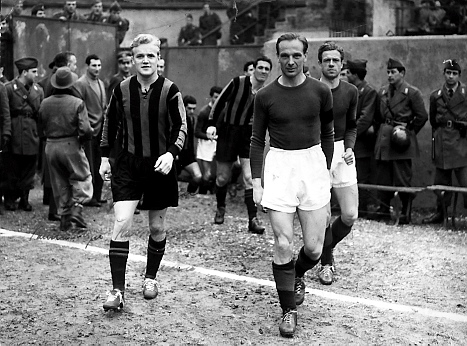
Kjell Rosén (dreta) de Torino i Nacka Skoglund d'Inter (esquerra).